# Phanogomphus minutus
Phanogomphus minutus – gatunek ważki z rodziny gadziogłówkowatych (Gomphidae). Występuje w południowo-wschodniej części USA; stwierdzony w stanach Karolina Południowa, Georgia, Floryda i Alabama.